# 장자석 (유물)
장자석 (藏字石)은 중국 구이저우성 첸난 부이족 먀오족 자치주 핑탕 현 장보 향 명승지에 위치한 돌이다. 돌 표면에는 간체자와 번체자로 해석되며, "중국 공산당" (中國共產党) 또는 "중국 공산당 멸망" (中國共產党亡)으로 읽어지는 패턴이 표시되어 있다.